# برايان تورنر (لاعب كريكت)
برايان تورنر (25 يوليو 1938 بشفيلد في المملكة المتحدة - 27 ديسمبر 2015) (بالإنجليزية: Brian Turner)‏ هو لاعب كريكت بريطاني.